# Paphies ventricosa

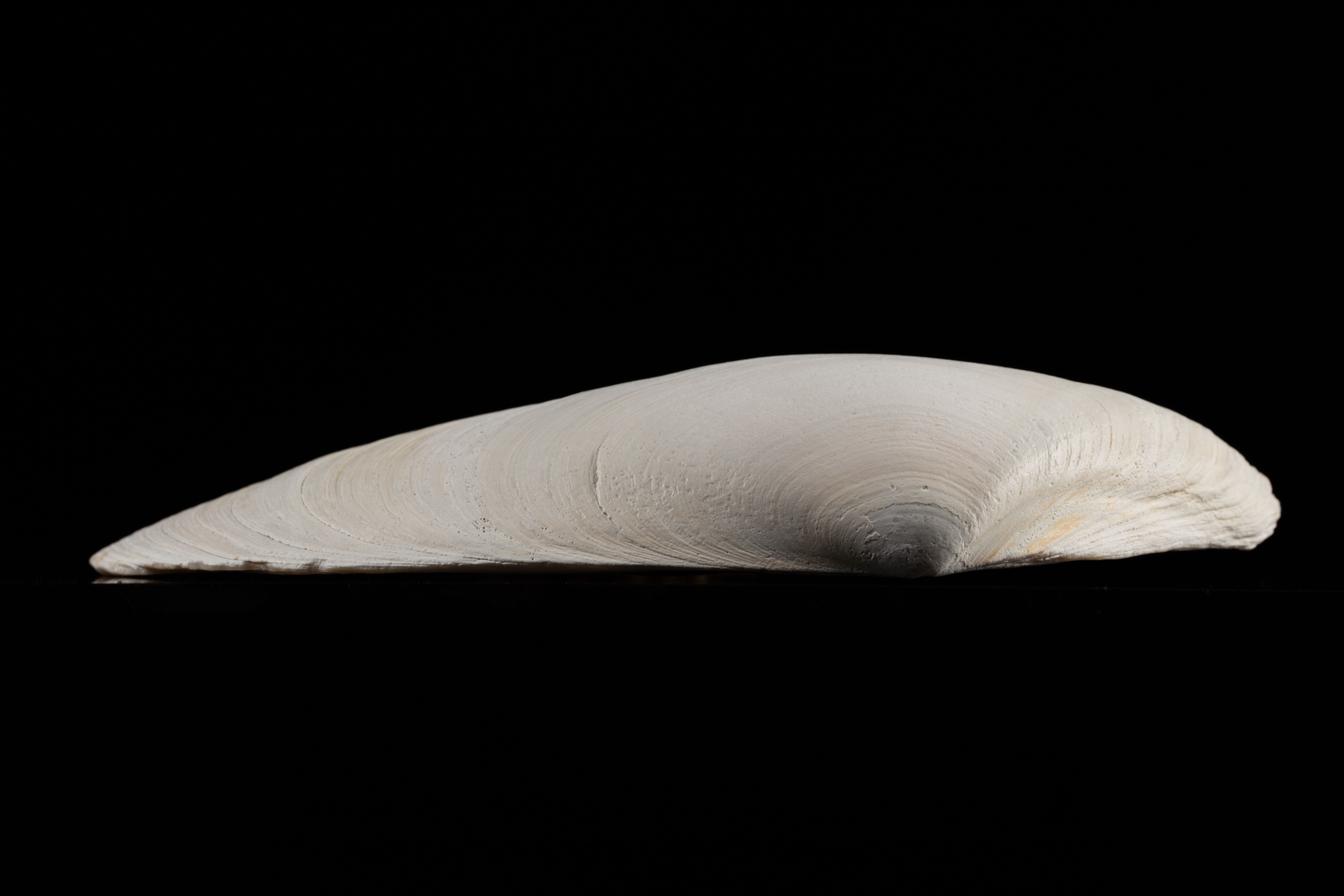
Linke Klappe von oben

Paphies ventricosa – oder Toheroa nach der Bezeichnung für die Art in der Sprache der Māori – ist eine große Muschel-Art aus der Familie der Mesodesmatidae in der Ordnung Venerida, die in Neuseeland endemisch ist.

## Merkmale
Die gleichklappigen Gehäuse werden bis etwa 150 mm lang, bei eine Höhe von 91 mm und einer Dicke von 50 mm. Das größte je gefundene Exemplar war 165 mm lang. k. Das Gehäuse ist im Umriss oval bis elliptisch, und deutlich ungleichseitig; die Wirbel sitzen in der vorderen Gehäusehälfte. Das Vorderende ist nur schwach gerundet bis fast gerade und geht eng gerundet in den weit gerundeten Ventralrand über. Der Hinterrand ist enger gerundet. Die beiden Klappen klaffen auch bei geschlossenem Gehäuse am Vorder und Hinterende. Die Spalten sind bedeckt von Mantelfalten, die pinkfarben sein können.
Das Ligament liegt innen in einer tiefen Grube. Das Schloss besteht in der rechten Klappe aus einem sehr schlanken Hauptzahn vor dem Resilifer und zwei hinteren und zwei vorderen Seitenzähnen. In der linken Klappen befinden sich ein kräftiger, abgeflachter, schief stehender Hauptzahn und je ein vorderer und hinterer Seitenzahn, beide in etwa gleich lang.
Die Schale ist dünn, aber fest und stabil. Die Ornamentierung besteht aus mehr oder weniger kräftigen Anwachslinien. Die Außenseite ist weißlich bis hellbräunlich mit rötlich-brauner Tönung, oder auch etwas gelblich gefärbt. Das Periostracum ist dünn, fast durchsichtig, und hornfarben.
Die Tiere haben lange ausstreckbare Siphonen, die aber nicht miteinander verwachsen sind. In die Öffnungen der Siphonen ragen Manteltentakeln hinein, die verhindern, dass grobe Partikel in die Siphonen eindringen. Der Mantelrand ist tief eingebucht. Der Fuß ist groß, etwa dreieckig und muskulös. Die Schließmuskeln sind in etwa gleich groß.

## Ähnliche Arten
Die Art unterscheidet sich primär schon durch ihre Größe von den drei anderen in Neuseeland vorkommenden Arten der Gattung Paphies, Paphies australis (Gmelin, 1791), Paphies donacina (Spengler, 1793) und Paphies subtriangulata (Wood, 1828); weiter durch die tiefe Mantelbucht und durch den Gehäuseumriss.

## Geographische Verbreitung, Lebensraum und Lebensweise
Sie lebt sowohl an der Küste der Nordinsel als auch der Südinsel, ihr hauptsächlicher Lebensraum ist jedoch die Westküste der Nordinsel. Sie kommt nur in Neuseeland vor.
Sie bevorzugt breite Sandstrände mit ausgedehnten Sanddünen, die Süßwasser einschließen, das durch den Sand ins Meer sickert und dort das Wachstum von Diatomeen und anderem Plankton fördert. Sie ernähren sich hauptsächlich von Diatomeen und anderem, organischen Detritus, die mit den großen Siphonen eingestrudelt werden. Die Siphonen ragen aus dem Sand heraus, wenn die Muschel das Wasser filtriert. Mit dem großen, muskulösen Fuß können sich die Tiere schnell im Sand eingraben, wenn sie durch die Brandung frei gelegt werden, oder sich auch etwas im Sand weiter bewegen. Große Exemplare sind oft tiefer als 20 cm im Sand eingegraben.

## Fortpflanzung und Entwicklung
Ist eine getrenntgeschlechtliche (gonochoristische) Art, d. h. das Geschlecht wechselt nicht während der Ontogenie, wie bei vielen anderen Muschelarten. Die sexuelle Reife wird je nach Region bereits mit einem Jahr, meist jedoch nach zwei Jahren erreicht (bei etwa 76 mm Gehäuselänge). Die Geschlechtsprodukte werden ins freie Wasser abgegeben, wo die Befruchtung stattfindet.
Im Norden des Verbreitungsgebietes erfolgt die Bildung der Geschlechtsprodukte während dem Herbst und Winter, die Hauptlaichzeit ist im frühen Frühjahr. Weitere Laichzeiten können im Sommer (Dezember/Januar). Unter sehr günstigen Umweltbedingungen können die Tiere im Norden fast das ganze Jahr über ablaichen. Besonders die Verfügbarkeit von genügend Futter hat den Haupteinfluss auf die Laichzeiten. Die Tiere im Süden des Verbreitungsgebietes haben zwei Hauptlaiichzeiten, im Frühjahr und Spätsommer.
Erwachsene weibliche Tiere entlassen 15 bis 20 Millionen Eier ins freie Wasser, während einer einzigen Laichperiode. Die Eier haben einen Durchmesser von 60 bis 66 µm und sind von einer dicken, transparenten Membran umhüllt. Die Trochophora-Larven schlüpfen nur Stunden nach der Befruchtung und entwickeln sich innerhalb von 24 bis 48 Stunden nach der Befruchtung zu einer Veliger-Larve. Diese besitzen bereits ein erstes D-förmiges, noch nicht mineralisiertes Gehäuse (Prodissoconch I). Das Wachstum in den ersten zehn Lebenstagen der Larve war langsam. Das erste D-förmige Gehäuse hat eine Länge von etwa 70 µm. Das D-förmige Gehäuse wuchs bis zu einer Gesamtlänge von 109 bis 149 µm an. Danach bildete sich der Wirbel aus. Diese wuchsen bis zu einer Länge von 320 µm. Die Höhe wuchs auf 282 µm an, die Dicke auf 192 µm. Die Umbo-Larven sind bereits stark ungleichseitig, das Vorderende ist bereits deutlich länger als das Hinterende. Trochophora wie auch die Veliger-Larven sind planktotroph; dieses Stadium dauert etwa 3 Wochen nach der Befruchtung. Das planktrotrophe Stadium ist aber stark abhängig von der Wassertemperatur. Bei Tiere im südlichen Teil des Verbreitungsgebietes kann die planktotrophe Phase 6 bis 7 Wochen dauern. Wenn sie nach dieser Zeit ein geeignetes Strandhabitat finden, metamorphosieren sie mit einer Länge von 2 mm und gehen zum Bodenleben über.

## Taxonomie
Das Taxon wurde 1843 von John Edward Gray als Mesodesma ventricosa begründet. Es wird heute zur Gattung Paphies Lesson, 1831 gestellt.

## Meeresfrucht
Die Toheroa wurde schon von den Maoris, die nahe den Hauptvorkommen als Grundnahrungsmittel gesammelt. Noch zu Beginn des 20. Jahrhunderts gab es riesige Populationen von Papies ventricosa an den nach Westen exponierten Stränden von Taitokerau (Nordinsel) und der Kapiti-Horowhenua-Küste sowie der Südküste von Murihiku (Südinsel). Auch einige kommerzielle Unternehmen beuteten die riesigen Vorkommen für den Export von Toheroa in Dosen aus. Auch das Freizeitsammeln wurde besonders unter den weißen Neuseeländern sehr populär. Schon 1913 wurden Sammelbeschränkungen eingeführt, die aber den Rückgang der Populationen nicht aufhalten konnten. Bereits Mitte der 1950er Jahre waren die Bestände soweit zurückgegangen, dass sich das kommerzielle Ernten nicht mehr lohnte. Auch das Freizeitsammeln wurde zwischen 1971 und 1980 verboten. Lediglich für nahe den Küsten wohnende Maoris wurde das Sammeln mit besonderer Erlaubnis und beschränkt auf wenige Tage erlaubt. Trotzdem erholten sich die Bestände bis heute nicht von dieser Übernutzung.

## Trivia
2019 gab die neuseeländische Post eine Briefmarke heraus, die eine Toheroa zeigt.